# Jayden Nelson
Jayden Nelson (ur. 26 września 2002 w Brampton) – kanadyjski piłkarz pochodzenia jamajskiego występujący na pozycji skrzydłowego, reprezentant Kanady, od 2025 roku zawodnik Vancouver Whitecaps.